# Jana Teschke
Jana Teschke (* 22. September 1990 in Hamburg) ist eine deutsche Hockeyspielerin und Lehramtsstudentin.
Teschke war 2005 erstmals in Jugendmannschaften für den Deutschen Hockey-Bund aktiv. 2007 belegte sie mit der deutschen Mannschaft den dritten Platz bei der U18-Europameisterschaft, 2008 siegte sie bei der U21-Europameisterschaft. Am 12. Juni 2011 debütierte die Mittelfeldspielerin in der deutschen Hockeynationalmannschaft. Bei der Feldhockey-Europameisterschaft 2011 in Mönchengladbach erreichte sie mit dem Nationalteam den zweiten Platz hinter den Niederländerinnen. Bei der Champions Trophy 2012 belegte die deutsche Mannschaft den vierten Platz.
Jana Teschke hat 133 Länderspiele absolviert, davon fünf in der Halle.(Stand 5. August 2016)
Sie begann im Vorschulalter mit dem Hockeysport und spielt seit jeher beim Uhlenhorster HC, mit dem sie 2009 und 2011 Deutsche Meisterin wurde.
Bei den Olympischen Spielen 2016 in Rio de Janeiro gewann sie mit der Hockey-Olympiamannschaft die Bronzemedaille. Für diesen Erfolg wurde sie gemeinsam mit ihrer Mannschaft am 1. November 2016 mit dem Silbernen Lorbeerblatt geehrt.